# 2018年平昌オリンピックの日本選手団
2018年平昌オリンピックの日本選手団（2018ねんピョンチャンオリンピックのにほんせんしゅだん）は、2018年2月9日から2月25日（韓国標準時）までの日程で開催された第23回オリンピック冬季競技大会の日本選手団。選手名および所属・記録は2018年当時のもの。

## 概要

### 選手団
- 団長：齋藤泰雄（日本オリンピック委員会副会長）
- 副団長：山下泰裕（全日本柔道連盟会長）
- 総監督：伊東秀仁（日本スケート連盟理事）
- 総務担当役員：岩上祐子（日本オリンピック委員会）
- 主将 : 小平奈緒（スピードスケート）
- 結団式・壮行会旗手：高梨沙羅（スキージャンプ[注釈 1]）
- 開会式旗手 : 葛西紀明（スキージャンプ）
- 閉会式旗手 : 小平奈緒（スピードスケート）
- 解団式旗手：葛西紀明（スキージャンプ）

人員: 269人（選手124人、役員145人）
参考資料：第23回オリンピック冬季競技大会日本選手団名簿 (PDF)  - 日本オリンピック委員会

### 公式行事
- 選手団結団式・壮行会[1][2]

日時：2018年1月24日
場所：大田区総合体育館（東京都大田区）
- 選手村入村式：2018年2月7日
- 選手団解団式・帰国報告会

日時：2018年2月27日
場所：東京ミッドタウン（東京都港区）

## メダル獲得者
メダル総獲得数は過去最多だった1998年長野オリンピックの10個を上回り、冬季オリンピックの日本代表としては史上最多の13個を獲得した。また金メダルは4個を獲得し、日本国外で開催された冬季オリンピックでは初めて複数の金メダルを獲得した。JOCはメダル個数の目標を「複数の金を含む9個」としており、金メダル個数・メダル総数ともにこの目標を達成する数値となった。
競技別では前回メダルなしだったスピードスケートが過去最多の個数を獲得し、カーリングは初のメダル獲得となった。
| メダル   | 選手名                                           | 競技                 | 種目                  | 日付 （現地） | 備考 |
| -------- | ------------------------------------------------ | -------------------- | --------------------- | ------------- | --- |
| 金メダル | 羽生結弦                                         | フィギュアスケート   | 男子シングル          | 2月17日       | 前回大会1位、2度目の出場。 同種目の連覇は1952年オスロオリンピックのディック・バトン以来、66年ぶり史上4人目。 冬季五輪の個人種目では日本人初の連覇。 宇野と併せて同競技では初のダブル表彰台。 第1回大会から数えて冬季オリンピック史上通算1,000個目となる金メダル獲得。 |
| 金メダル | 小平奈緒                                         | スピードスケート     | 女子500m              | 2月18日       | 前回大会5位、3度目の出場。 同競技では長野大会の清水宏保以来5大会ぶり、女子では初の金メダル獲得。 冬季五輪の日本人最年長の金メダル獲得（31歳8ヶ月）。 夏季・冬季を通じて女子では初となる日本選手団主将で金メダル獲得。 日本選手団旗手として冬季・女子初のメダル獲得。 夏季・冬季通じ日本初の1大会主将及び旗手。 オリンピックレコード（36秒94）での金メダル獲得。 夏季・冬季を通じて女子では初となる1大会に於ける金を含む個人種目複数メダル獲得。 |
| 金メダル | 菊池彩花 佐藤綾乃 髙木菜那 髙木美帆              | スピードスケート     | 女子団体パシュート    | 2月21日       | 前回大会4位、菊池・髙木菜那は2度目、髙木美帆・佐藤は初出場。 2010年バンクーバー大会の同種目銀メダルを上回る初の金メダル獲得。 オリンピックレコード（2分53秒89）での金メダル獲得。 髙木美帆は夏季・冬季を通じて女子初の1大会で全種類のメダルを獲得。 髙木菜那・美帆は夏季・冬季通じ日本初の姉妹で金メダルを獲得。 佐藤は冬季五輪日本人女子史上最年少での金メダル獲得（21歳73日）。                                                               |
| 金メダル | 髙木菜那                                         | スピードスケート     | 女子マススタート      | 2月24日       | 今大会の新設種目。 夏季・冬季を通じて女子では初となる1大会に於ける複数金メダル獲得。 |
| 銀メダル | 髙木美帆                                         | スピードスケート     | 女子1500m             | 2月12日       | 前々回大会23位、2度目の出場。 同競技のメダル獲得はバンクーバー大会以来2大会ぶり。 同競技の女子個人種目では初の銀メダル獲得。 同種目のメダル獲得はアルベールビル大会の橋本聖子以来7大会ぶり。 |
| 銀メダル | 平野歩夢                                         | スノーボード         | 男子ハーフパイプ      | 2月14日       | 前回大会2位、2度目の出場。 |
| 銀メダル | 渡部暁斗                                         | ノルディック複合     | 個人ノーマルヒル+10km | 2月14日       | 前回大会2位、4度目の出場。 |
| 銀メダル | 小平奈緒                                         | スピードスケート     | 女子1000m             | 2月14日       | 前回大会13位、3度目の出場。 髙木と併せて同競技の女子では初のダブル表彰台。 同種目では男女通じて初の銀メダル獲得。 |
| 銀メダル | 宇野昌磨                                         | フィギュアスケート   | 男子シングル          | 2月17日       | 初出場。 羽生と併せて同競技では初のダブル表彰台。 |
| 銅メダル | 原大智                                           | フリースタイルスキー | 男子モーグル          | 2月12日       | 初出場。日本選手団における平昌大会メダル第一号。 同競技の男子では初のメダル獲得。 モーグル種目のメダル獲得はソルトレイクシティ大会の里谷多英以来4大会ぶり。 |
| 銅メダル | 高梨沙羅                                         | スキージャンプ       | 女子ノーマルヒル      | 2月12日       | 前回大会4位、2度目の出場。 同競技の女子では初のメダル獲得。 |
| 銅メダル | 髙木美帆                                         | スピードスケート     | 女子1000m             | 2月14日       | 前々回大会35位、2度目の出場。 小平と併せて同競技の女子では初のダブル表彰台。 |
| 銅メダル | 藤澤五月 吉田知那美 鈴木夕湖 吉田夕梨花 本橋麻里 | カーリング           | 女子                  | 2月24日       | 前回大会5位、本橋は3度目、吉田知那美は2度目、藤澤・鈴木・吉田夕梨花は初出場。 同競技初のメダル獲得。 本橋は冬季では初となるママさん選手でのメダル獲得。 |

## 種目別選手・役員

### スキー
- チームリーダー 皆川賢太郎（プリンスホテルスキー部）
- 総務
  - 皆川義隆（全日本スキー連盟）
  - 小澤紀子（全日本スキー連盟）

出典: 

#### アルペンスキー
男子
- 湯淺直樹（スポーツアルペンスキークラブ） - 回転（2本目途中棄権）
- 石井智也（ゴールドウインスキークラブ） - 大回転（30位）

女子
- 石川晴菜（木島病院） - 大回転（33位）
- 安藤麻（東洋大学） - 回転（途中棄権）
- コーチ
  - 大瀧詞久（野沢温泉スキークラブ）
  - 久保田運也
  - 井上春樹（郡上カネコレーシング）
- トレーナー
  - 橘井健治（札幌第一高等学校）

出典: 

#### クロスカントリースキー
男子
- 吉田圭伸（自衛隊体育学校）
  - 15kmフリー（13位）
  - 30kmスキーアスロン（25位）
  - 50kmクラシカル（23位）

女子
- 石田正子（JR北海道）
  - 10kmフリー（18位）
  - 15kmスキーアスロン（14位）
  - 30kmクラシカル（10位）
- 監督
  - 蛯沢克仁（立野ヶ原スキークラブ）
- コーチ
  - 小境啓之（飯山市スキークラブ）
  - 山岸修（アインズ）
- 技術スタッフ
  - アンダース・ラーベ・ヴァルデルマール・ウィルクマン
  - ウルフ・エリック・エリクソン

出典: 

#### スキージャンプ
男子
- 葛西紀明（土屋ホーム）
  - ノーマルヒル（21位）
  - ラージヒル（33位）
- 伊東大貴（雪印メグミルク）
  - ノーマルヒル（20位）
- 竹内択（北野建設）
  - ラージヒル（22位）
- 小林陵侑（土屋ホーム）
  - ノーマルヒル（7位）
  - ラージヒル（10位）
- 小林潤志郎（雪印メグミルク）
  - ノーマルヒル（31位）
  - ラージヒル（24位）
- ラージヒル団体（葛西、伊東、竹内、小林陵） - 6位

女子
- 高梨沙羅（クラレ） - ノーマルヒル（3位）
- 伊藤有希（土屋ホーム） - ノーマルヒル（9位）
- 勢藤優花（北海道ハイテクAC） - ノーマルヒル（17位）
- 岩渕香里（北野建設） - ノーマルヒル（12位）
- 監督
  - 斉藤智治（サッポロノルディックSC）
- コーチ
  - 横川朝治（北野建設）
  - 鷲澤徹（小谷村体育協会）
  - 宮平秀治（小樽スキー連盟）
  - 山田いずみ（サッポロスキッド）
- 総務
  - 吉田千賀
- トレーナー
  - 長谷部大貴
  - 齊藤めぐみ

出典: 

#### ノルディック複合
- 監督
  - 正木啓三（サッポロノルディックSC）
- コーチ
  - 河野孝典（野沢温泉スキークラブ）
  - 富井彦（サッポロノルディックSC）
- トレーナー
  - 菊池拓

男子
- 渡部暁斗（北野建設）
  - ノーマルヒル（2位）
  - ラージヒル（5位）
- 永井秀昭（岐阜日野自動車）
  - ノーマルヒル（14位）
  - ラージヒル（12位）
- 渡部善斗（北野建設）
  - ノーマルヒル（12位）
  - ラージヒル（20位）
- 渡部剛弘（ガリウム）
- 山元豪（英語版）（ダイチ）
  - ノーマルヒル（33位）
  - ラージヒル（16位）
- ラージヒル団体（渡部暁、永井、渡部善、山元） - 4位

出典: 

#### フリースタイルスキー
男子
- 堀島行真（中京大学） - モーグル（11位）
- 遠藤尚（忍建設） - モーグル（10位）
- 原大智（日本大学） - モーグル（3位）
- 西伸幸（Main Mano Foods） - モーグル（19位）
- 田原直哉（ミルキーウェイ） - エアリアル（予選敗退）
- 山本泰成（英語版）（尾瀬スノースポーツクラブ） - スロープスタイル（予選敗退）

女子
- 村田愛里咲（行学学園） - モーグル（18位）
- 梅原玲奈（デンソーセールス） - スキークロス（1回戦敗退）
- 小野塚彩那（石打丸山スキークラブ） - ハーフパイプ（5位）
- 渡部由梨恵（英語版）（白馬村スキークラブ） - ハーフパイプ（予選敗退）
- 鈴木沙織（城北信用金庫） - ハーフパイプ（予選敗退）
- 監督
  - 高野弥寸志（チームリステル）
- コーチ
  - 斗澤由香子（ゴールドウインスキークラブ）
  - 城勇太（サンガリア）
  - 小林茂（白馬村スキークラブ）
  - 上野修（野沢温泉スキークラブ）
  - 附田雄剛（Main Mano Foods）
  - 綿貫正広（BIFUKA AIR FORCE）
  - 中村克（志賀高原スキークラブ）
  - 河野健児（野沢温泉スキークラブ）
  - 津田健太朗（エクステックさいたま）
  - 寺田斉史（nanoCLUB）
  - 遠山巧（白馬村スキークラブ）
  - 片山美穂（ICI石井スポーツスキークラブ）
- トレーナー
  - 君嶋秀幸
  - 伊藤秀吉
  - 君島保裕（那須スキークラブ）
  - 森田寛子

出典: 

#### スノーボード
男子
- 片山來夢（バートン）- ハーフパイプ（7位）
- 平岡卓（バートン）- ハーフパイプ（予選敗退）
- 戸塚優斗（ヨネックス）- ハーフパイプ（11位）
- 平野歩夢（木下グループ）- ハーフパイプ（2位）
- 斯波正樹（RIZAP） - パラレル大回転（予選敗退）
- 大久保勇利（英語版）（ムラサキスポーツ北海道）
  - スロープスタイル（予選敗退）
  - ビッグエア（予選敗退）
- 國武大晃（STANCER）
  - スロープスタイル（予選敗退）
  - ビッグエア（予選敗退）

女子
- 松本遥奈（クルーズ）- ハーフパイプ（6位）
- 大江光（バートン）- ハーフパイプ（予選敗退）
- 今井胡桃（バートン）- ハーフパイプ（予選敗退）
- 冨田せな（開志国際高等学校）- ハーフパイプ（8位）
- 竹内智香（広島ガス） - パラレル大回転（5位タイ）
- 鬼塚雅（星野リゾート）
  - スロープスタイル（19位）
  - ビッグエア（8位）
- 藤森由香（アルビレックス新潟）
  - スロープスタイル（9位）
  - ビッグエア（7位）
- 広野あさみ（TJR）
  - スロープスタイル（12位）
  - ビッグエア（予選敗退）
- 岩渕麗楽（キララクエストスノーボードクラブ）
  - スロープスタイル（14位）
  - ビッグエア（4位）
- 監督
  - 岡崎靖（蔵王クラブOB）
- コーチ
  - 上島しのぶ（USSC）
  - 治部忠重（クルーズ）
  - 村上大輔（クルーズ）
  - 青野令（スノーフレンズボードクラブ）
  - フェリックス・スタドラー
  - レネ・フリーマン
  - 今井勇人（アルツキララクラブ）
  - 西田崇（アルツキララクラブ）
  - 安岡淳智（アクロススノークラブ）
- トレーナー
  - 安岡淳智（アクロススノークラブ）
  - 嶋田健一
  - 友岡和彦
  - 菅原研二朗
  - 樋口守（クルーズ）
- 技術スタッフ
  - 広瀬智晴
  - Simon Andreas Schoch
  - Philipp Schoch

出典: 

### スケート
役員・スタッフ
- 総務：濱谷公宏（日本スケート連盟）、崔回淑（IPU環太平洋大学）

#### スピードスケート
男子
- 長谷川翼（日本電産サンキョー）
  - 500m（14位）
  - 1000m（20位）
- 山中大地（電算）
  - 500m（5位）
  - 1000m（24位）
- 加藤条治（博慈会）
  - 500m（6位）
- 小田卓朗（開発計画研究所）
  - 1000m（5位）
  - 1500m（5位）
- ウィリアムソン師円（日本電産サンキョー）
  - 1500m（10位）
  - マススタート（11位）
- 中村奨太（英語版）（ロジネットジャパン）
  - 1500m（24位）
- 一戸誠太郎（信州大学）
  - 5000m（9位）
- 土屋良輔（メモリード）
  - 5000m（16位）
  - 10000m（10位）
  - マススタート（準決勝敗退）
- 団体パシュート（一戸、中村、土屋、ウィリアムソン） - 5位

女子
- 小平奈緒（相澤病院）
  - 500m（1位）
  - 1000m（2位）
  - 1500m（6位）
- 郷亜里砂（イヨテツスピードクラブ）
  - 500m（8位）
  - 1000m（13位）
- 神谷衣理那（英語版）（神谷建設）
  - 500m（13位）
- 髙木美帆（日本体育大学）
  - 1000m（3位）
  - 1500m（2位）
  - 3000m（5位）
- 菊池彩花（富士急行）
  - 1500m（16位）
  - 3000m（19位）
- 佐藤綾乃（高崎健康福祉大学）
  - 3000m（8位）
  - マススタート（準決勝敗退）
- 押切美沙紀（富士急行）
  - 5000m（9位）
- 髙木菜那（日本電産サンキョー）
  - 5000m（12位）
  - マススタート（1位）
- 団体パシュート（菊池、佐藤、髙木菜、髙木美） - 1位

役員・スタッフ
- 監督：湯田淳（日本女子体育大学）
- コーチ：白幡圭史（釧路市スポーツ振興財団）、小原英志（日本スケート連盟）、糸川敏彦（日本スケート連盟）、ヨハン・デ・ヴィット（日本スケート連盟）、ロビン・デルクス（日本スケート連盟）、結城匡啓（信州大学教育学部）、ヨルン・リートヴェルト（University of Applied Sciences）
- 総務：黒岩彰（日本オリンピック委員会）、相馬浩平（日本スケート連盟）
- ドクター：村上成道（MD Sports Support）
- トレーナー：門馬崇文（わたなべ整形外科）、青木啓成（慈泉会相澤病院）、佐伯武士（日本スポーツ振興センター）
- 技術スタッフ：紅楳英信（慈泉会相澤病院）、堀江和久（日本スポーツ振興センター）、黒岩悟（ミズノ）

出典: 

#### ショートトラックスピードスケート
男子
- 坂爪亮介（英語版）（タカショー）
  - 500m（8位）
  - 1000m（5位）
- 吉永一貴（英語版）（名古屋経済大学市邨高等学校）
  - 1000m（準々決勝敗退）
  - 1500m（1回戦敗退）
- 横山大希（英語版）（トヨタ自動車）
  - 1500m（1回戦敗退）
- 渡邊啓太（阪南大学）
  - 500m（準々決勝敗退）
  - 1000m（1回戦敗退）
  - 1500m（1回戦敗退）
- 齋藤慧（神奈川大学）

不出場
- 5000mリレー（坂爪、吉永、横山、渡邉） - 7位

女子
- 菊池純礼（トヨタ自動車）
  - 500m（1回戦敗退）
  - 1000m（1回戦敗退）
  - 1500m（11位）
- 齋藤仁美（オーエンス）
  - 1000m（準々決勝敗退）
- 神長汐音（英語版）（長野県小海高等学校）
  - 1500m（1回戦敗退）
- 菊池悠希（全日本空輸）
  - 1500m（1回戦敗退）
- 伊藤亜由子（トヨタ自動車）
- 3000mリレー（菊池純、菊池悠、齊藤、神長、伊藤） - 6位

役員・スタッフ
- 監督：川崎努（川﨑電信）
- コーチ：ジョナサン・ギルメット（日本スケート連盟）、神野由佳（日本スケート連盟）、篠原祐剛（山梨学院大学）
- 総務：内川雅紀子（日本スケート連盟）
- ドクター：川口行雄（同友会藤沢湘南台病院）
- トレーナー：吉岡慶（緑園ゆきひろ整形外科）、タイロン・ジョーンズ（日本スケート連盟）

出典: 

#### フィギュアスケート
男子シングル
- 宇野昌磨（トヨタ自動車） - 2位
- 田中刑事（倉敷芸術科学大学） - 18位
- 羽生結弦（全日本空輸） - 1位

女子シングル
- 宮原知子（関西大学） - 4位
- 坂本花織（シスメックス） - 6位

ペア
- 木原龍一、須崎海羽（木下グループホールディングス） - 21位

アイスダンス
- クリス・リード、村元哉中（木下グループホールディングス） - 15位

団体
- 宇野、田中、宮原、坂本、木原、須崎、リード、村元 - 5位

役員・スタッフ
- 監督：小林芳子
- コーチ：竹内洋輔（法政大学）、阿部鉄雄（森村商事）、下出彩子、樋口美穂子（名古屋スポーツセンター）、出水慎一（九州医療スポーツ専門学校）、林祐輔（ひょうご西宮アイスアリーナ）、長光歌子（関西大学たかつきアイスアリーナ）、酒井翔平（ASシエーラ）、菊地晃（寺岡接骨院きくち）、ジスラン・ブリアン、濱田美栄（関西大学たかつきアイスアリーナ）、田村岳斗（関西大学たかつきアイスアリーナ）、中野園子、グレアム充子、ジェイソン・ダンジェン（Detroit Skating Club）、マッシモ・スカーリ（Arctic Edge of Canton Ice Arena）
- 総務：佐宗洋彦（オレンジフローラル）
- トレーナー：佐藤謙次（船橋整形外科病院）

出典: 

### アイスホッケー
- アイスホッケー女子日本代表[11] - 6位（予選：1勝2敗）
  - 藤本那菜（デンソー北海道、GK）
  - 小西あかね（英語版）（久慈設計、GK）
  - 近藤真衣（英語版）（清水町アイスホッケー協会、GK）
  - 小池詩織（日本製紙総合開発、DF）
  - 床亜矢可（全日本空輸、DF）
  - 鈴木世奈（ブリヂストンタイヤジャパン、DF）
  - 堀珠花（トヨタ自動車北海道、DF）
  - 細山田茜（英語版）（DF）
  - 竹内愛奈（英語版）（DF）
  - 志賀葵（英語版）（北海道帯広三条高等学校、DF）
  - 米山知奈（英語版）（ダイナックス、FW）
  - 足立友里恵（プリンスホテル、FW）
  - 大澤ちほ（ダイナックス、FW）
  - 藤本もえこ（英語版）（昭和大学、FW）
  - 床秦留可（法政大学、FW）
  - 浮田留衣（英語版）（昭和大学、FW）
  - 寺島奈穂（英語版）（三ツ輪運輸、FW）
  - 高涼風（英語版）（北海道文教大学、FW）
  - 獅子内美帆（昭和大学、FW）
  - 久保英恵（太陽生命保険、FW）
  - 岩原知美（英語版）（市進ホールディングス、FW）
  - 中村亜実（英語版）（バンダイ、FW）
  - 小野粧子（紀山、FW）

役員・スタッフ
- チームリーダー：細谷妙子（日本アイスホッケー連盟）
- 監督：山中武司（日本アイスホッケー連盟）
- コーチ：飯塚祐司（昭和大学）、春名真仁（日本アイスホッケー連盟）
- ドクター：服部幹彦（山手クリニック）
- トレーナー：山家正尚（プロコーチジャパン）、金子知広（日本アイスホッケー連盟）、和光努（トライ・ワークス）
- 技術スタッフ：金子千賀年（マックス）

### バイアスロン
男子
- 立崎幹人（英語版）（自衛隊体育学校）
  - 10kmスプリント（84位）
  - 20km個人（64位）

女子
- 立崎芙由子（自衛隊体育学校）
  - 7.5kmスプリント（42位）
  - 10kmパシュート（56位）
  - 15km個人（76位）
- 田中友理恵（自衛隊体育学校）
  - 7.5kmスプリント（68位）
  - 15km個人（80位）
- 三橋李奈（英語版）（自衛隊体育学校）
  - 7.5kmスプリント（85位）
- 古谷沙理（英語版）（自衛隊体育学校）
  - 7.5kmスプリント（49位）
  - 10kmパシュート（54位）
  - 15km個人（85位）
- 蜂須賀明香（自衛隊体育学校）
  - 15km個人（81位）

役員・スタッフ
- 監督：ウバルド・プルッカー（日本バイアスロン連盟）
- コーチ：遠藤智徳（自衛隊体育学校日本バイアスロン連盟）、山瀬功（日本バイアスロン連盟）、フィリッポ・マッダリン（日本バイアスロン連盟）
- トレーナー：ジョセフィン・メシュニック（日本バイアスロン連盟）

出典: 

### スケルトン
男子
- 高橋弘篤 - 22位
- 宮嶋克幸（英語版）（仙台大学） - 26位

女子
- 小口貴子（丸善食品工業） - 19位

役員・スタッフ
- 監督：山夲忠宏（長野商業高等学校）
- コーチ：野澤悠樹（山形県警察）、松本整（クラブコング）

出典: 

### カーリング
- 男子 - SC軽井沢クラブ[12][13] - 8位（予選：4勝5敗）
  - 両角友佑（SC軽井沢クラブ、スキップ）
  - 清水徹郎（長岡鉄工、サード）
  - 山口剛史（SC軽井沢クラブ、セカンド）
  - 両角公佑（タカサワマテリアル、リード）
  - 平田洸介（アイエンター、リザーブ）
- 女子 - LS北見[14] - 3位（予選：5勝4敗）
  - 吉田夕梨花（国分皮膚科医院、リード）
  - 鈴木夕湖（北見市体育協会、セカンド）
  - 吉田知那美（ネッツトヨタ北見、サード）
  - 藤澤五月（コンサルトジャパン、スキップ）
  - 本橋麻里（NTTラーニングシステムズ、リザーブ）
- 役員・スタッフ
- チームリーダー：柳等（北見工業大学）
- コーチ：ジェームス・リンド（日本カーリング協会）、小野寺亮二（小野寺農場）、長岡はと美
- トレーナー：鵜沢将司（SC軽井沢クラブ）、大森達也（PHYSIT）

出典: 

## 選手団本部役員
本部役員（2018年5月16日現在）
| 役職             | 氏名     | 所属団体                                 | 備考                          |
| ---------------- | -------- | ---------------------------------------- | ----------------------------- |
| 団長             | 齋藤泰雄 | 味の素                                   |                               |
| 副団長           | 山下泰裕 | 全日本柔道連盟 東海大学                  |                               |
| 総監督           | 伊東秀仁 | 日本スケート連盟 日本オリンピック委員会  |                               |
| 本部役員         | 岩上祐子 | 日本オリンピック委員会                   | 総務担当                      |
| 本部員           | 萩原直樹 | 日本オリンピック委員会                   |                               |
| 本部員           | 渡辺稔一 | 日本オリンピック委員会                   |                               |
| 本部員           | 工藤誠司 | 日本オリンピック委員会                   |                               |
| 本部員           | 大越光介 | 日本オリンピック委員会                   |                               |
| 本部員           | 奥脇透   | 国立スポーツ科学センター                 | メディカルスタッフ/ドクター   |
| 本部員           | 石田浩之 | 慶應義塾大学病院スポーツ医学研究センター | メディカルスタッフ/ドクター   |
| 本部員           | 渡邉耕太 | 札幌医科大学                             | メディカルスタッフ/ドクター   |
| 本部員           | 吉田真   | 北翔大学                                 | メディカルスタッフ/トレーナー |
| 本部員           | 樋口枝浦 | JTBコーポレートセールス                  | 輸送担当                      |
| 本部員           | 樺山昌史 | JTBコーポレートセールス                  | 輸送担当                      |
| 本部員           | 水野竹範 | JTBコーポレートセールス                  | 輸送担当                      |
| 本部員           | 清水大徳 | JTBコーポレートセールス                  | 輸送担当                      |
| アタッシェ       | 上野裕大 | 在韓国日本大使館                         |                               |
| プレスアタッシェ | 竹内浩   | 共同通信社                               |                               |